# サプライザー
 サプライザー とは、驚かす事が好きな人のこと。「surprise」（驚かせる）に「er」（～する人）を合体させてできた言葉。

## 解説
主に好意的なサプライズをする人の事を言う。 例えば手品、舞台、結婚式で観衆に刺激を与えて喜ばせる人。 狼少年のような、悪意でびっくりさせる人ではない。